# Олбани (окръг, Уайоминг)
Вижте пояснителната страница за други значения на Олбани.
Окръг Олбани (на английски: Albany County) е окръг в щата Уайоминг, Съединени американски щати. Площта му е 11 160 km², а населението – 38 256 души (2016). Административен център е град Ларами.